# Miloš Forman
Jan Tomáš Forman (API: /ˈjan ˈtomaːʃ ˈforman/) (n. 18 februarie 1932, Čáslav⁠(d), Boemia Centrală, Cehia – d. 13 aprilie 2018, Danbury⁠(d), Connecticut, SUA), cunoscut mai ales ca Miloš Forman (API: /ˈmɪloʃ ˈforman/), a fost un actor, scenarist, profesor și regizor de film ceh, care până în 1968 a trăit și lucrat în fosta Cehoslovacia.
Forman a fost unul dintre cei mai importanți regizori ai Noului Val Cehoslovac. Filmul Balul pompierilor (1967), ce era la suprafață o reprezentare naturalistă a unui eveniment social nereușit dintr-un oraș de provincie, a fost văzut atât de criticii de film, cât și de autoritățile din Cehoslovacia ca o satiră la adresa comunismului est-european, determinând interzicerea lui timp de mai mulți ani în țara de origine a lui Forman.
După ce Forman a părăsit Cehoslovacia, două dintre filmele sale, Zbor deasupra unui cuib de cuci și Amadeus, i-au adus un renume deosebit, făcându-l să obțină Premiul Oscar pentru cel mai bun regizor. Zbor deasupra unui cuib de cuci a fost al doilea film care a obținut toate cele cinci premii Oscar majore (cel mai bun film, actor în rol principal, actriță în rol principal, regizor și scenariu) după S-a întâmplat într-o noapte (1934), eveniment ce s-a mai repetat abia în 1991 de Tăcerea mieilor. Forman a fost, de asemenea, nominalizat pentru Premiul Oscar pentru cel mai bun regizor pentru Scandalul Larry Flynt. El a mai obținut premii decernate de organizatorii festivalurilor de film Globul de Aur, Festivalul de Film de la Cannes, Berlinale, BAFTA, Cesar, David di Donatello, Academia Europeană de Film și Leul Ceh.

## Biografie

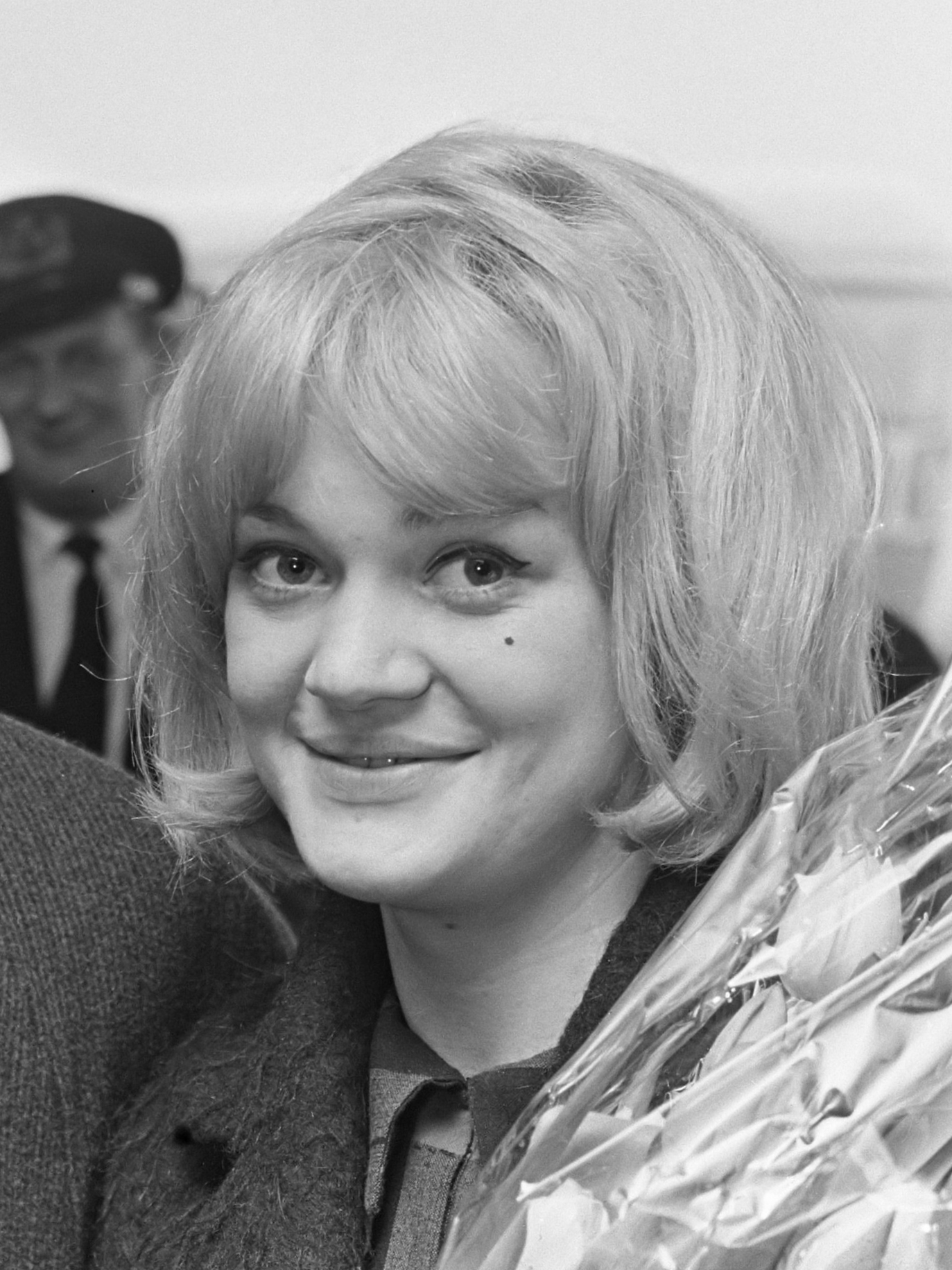
Actrița Hana Brejchová era fosta cumnată în vârstă de 18 ani a lui Forman în momentul când a primit primul ei rol în celebrul film Dragostea unei blonde, care i-a adus locul 3 la categoria Cea mai bună actriță de la Festivalul de Film de la Veneția.

Forman s-a născut în Čáslav, Cehoslovacia (azi Republica Cehă), ca fiul al Annei (născută Švábová), care conducea un hotel dintr-o stațiune de vară. În tinerețe, el a crezut că tatăl său biologic era profesorul Rudolf Forman. Anna și Rudolf Forman erau protestanți. Rudolf Forman era membru al rezistenței antinaziste în timpul ocupației și a fost anchetat deseori de Gestapo. Rudolf a fost arestat pentru distribuirea de cărți interzise și a murit la Buchenwald în 1944. Mama lui Forman a murit la Auschwitz în 1943. Forman a declarat că el nu a înțeles pe deplin ce s-a întâmplat cu ei până la vârsta de 16 ani, când a văzut imagini din lagărele de concentrare.
Miloš a trăit cu rudele mamei sale în timpul celui de-al Doilea Război Mondial și a aflat mai târziu că tatăl său biologic a fost, de fapt, un arhitect evreu, Otto Kohn, ce a supraviețuit Holocaustului. El are un frate, Pavel Forman, cu 12 ani mai mare, un pictor ceh care a vrut să devină în tinerețe producător de teatru și mai târziu, după invazia din 1968, a emigrat în Australia. Prin tatăl său biologic, el este frate vitreg cu matematicianul Joseph J. Kohn.
După război, Forman a studiat la școala de elită Regele George din orașul balnear Poděbrady, unde i-a avut drept colegi pe Václav Havel, frații Mašín și pe viitorii cineaști Ivan Passer și Jerzy Skolimowski. El a studiat mai târziu scenaristica la Academia de Arte din Praga, după care a devenit asistentul lui Alfréd Radok, creatorul Teatrului Laterna Magika. În timpul invadării Cehoslovaciei de către armatele Pactului de la Varșovia din 1968, el a părăsit Europa și s-a mutat în Statele Unite ale Americii.
Prima soție a lui Forman a fost actrița cehă Jana Brejchová. Cei doi s-au cunoscut în timpul realizării filmului Štěňata (1957) și au divorțat în 1962. Forman are doi băieți gemeni cu cea de-a doua lui soție, actrița cehă Věra Křesadlová-Formanová. Ei s-au separat în 1969. Atât fiii, Petr Forman și Matěj Forman, născuți în 1964, lucrează în domeniul teatral. Forman s-a căsătorit apoi cu Martina Zbořilová pe 28 noiembrie 1999. Ei au împreună tot doi băieți gemeni, Jim și Andy (născuți în 1999 și numiți după comicii Jim Carrey și Andy Kaufman) și locuiesc în prezent în Connecticut, SUA.
În 2006 a primit Premiul cetățenesc Hanno R. Ellenbogen decernat de Societatea Pragheză pentru Cooperare Internațională.
El este profesor emerit la Columbia University.
Asteroidul 11333 Forman a fost numit după Forman.
În 2009 a fost produs un film documentar despre Forman intitulat Miloš Forman: Co te nezabije... și regizat de Miloš Šmídmajer. 
Forman a scris poezii și a publicat o autobiografie numită Turnaround.

## Cariera
Împreună cu operatorul Miroslav Ondříček și cu vechiul coleg de școală Ivan Passer, Forman a filmat documentarul mut Semafor despre Teatrul Semafor. Prima producție importantă a lui Forman a fost documentarul Audition, al cărui subiect a fost cântăreții de la un concurs. A regizat mai multe comedii în limba cehă în Cehoslovacia. Cu toate acestea, în timpul Primăverii de la Praga și a invaziei sovietice din 1968 care i-a urmat, el se afla la Paris unde negocia producția primului său film american. Angajatorul său, un studio ceh, l-a concediat, susținând că el a plecat din țară în mod ilegal. S-a mutat la New York, unde a devenit mai târziu profesor de film la Columbia University și co-președinte (împreună cu fostul său profesor de František Daniel) la departamentul de film de la Universitatea Columbia. Unul dintre protejații a fost viitorul regizor James Mangold, căruia Forman i-a oferit sfaturi cu privire la scenaristică.
Primul său film de succes a fost Zbor deasupra unui cuib de cuci, un alt succes fiind Amadeus, pentru care a câștigat un premiu Oscar, alături de actorul Murray Abraham (Salieri) - actor in rol principal, de Peter Shaffer (scenariu) și alte 5 categorii. Zbor deasupra unui cuib de cuci i-a adus lui Miloš Forman cinci Premii Oscar, șase Premii BAFTA, pelicula fiind apreciată atât pe plan național, cât și internațional. Datorită notorietății și a talentului său reușește să pătrundă pe scena de la Broadway cu lungmetrajul Hair, în 1979.
În 1977 a devenit cetățean naturalizat al Statelor Unite ale Americii.
A prezidat în 1985 juriul de la Festivalul de Film de la Cannes și în 2000 pe cel de la Festivalul de Film de la Veneția, precum și ceremonia de decernare a Premiilor César în 1988.
În 1997 a primit premiul Globul de Cristal pentru contribuția sa artistică remarcabilă la cinematografia mondială la Festivalul Internațional de Film de la Karlovy Vary. Forman a apărut, alături de actorul Edward Norton în debutul regizoral al lui Norton, Keeping the Faith (2000), în rolul prietenului înțelept al lui Norton.
În aprilie 2007 opera de jazz Dobře placená procházka a avut premiera la Teatrul Național din Praga, în regia fiului lui Forman, Petr Forman.
Forman a primit o diplomă de onoare în 2009 de la Colegiul Emerson din Boston, SUA.
A colaborat în mod regulat cu operatorul Miroslav Ondříček.

## Filmografie
| Filmografie | Filmografie                                                       | Filmografie           | Filmografie  | Filmografie | Filmografie | Filmografie | Filmografie     |
| Year        | Film                                                              | Nominalizări la Oscar | Premii Oscar | Regizor     | Scenarist   | Actor       | Rol             |
| ----------- | ----------------------------------------------------------------- | --------------------- | ------------ | ----------- | ----------- | ----------- | --------------- |
| 1954        | Stříbrný vítr (Silver wind)                                       |                       |              |             |             | Da          |                 |
| 1955        | Nechte to na mně (Leave it to me)                                 |                       |              |             | Da          |             |                 |
| 1958        | Štěňata (Puppies)                                                 |                       |              |             | Da          |             |                 |
| 1960        | Laterna magika II                                                 |                       |              |             | Da          |             |                 |
| 1963        | Kdyby ty muziky nebyly                                            |                       |              | Da          |             |             |                 |
| 1963        | Concurs (Konkurs / Audition)                                      |                       |              | Da          |             |             |                 |
| 1964        | Asul de pică (Černý Petr)                                         |                       |              | Da          | Da          |             |                 |
| 1964        | Dragostea unei blonde (Lásky jedné plavovlásky)                   | 1                     |              | Da          | Da          |             |                 |
| 1966        | Dobře placená procházka (A well paid walk)                        |                       |              | Da          |             |             |                 |
| 1967        | Balul pompierilor (Hoří, má panenko)                              | 1                     |              | Da          | Da          |             |                 |
| 1971        | Taking Off                                                        |                       |              | Da          | Da          |             |                 |
| 1971        | I Miss Sonia Henie (scurtmetraj)                                  |                       |              | Da          |             |             |                 |
| 1973        | Visions of Eight                                                  |                       |              | Da          |             |             |                 |
| 1975        | Zbor deasupra unui cuib de cuci (One Flew Over the Cuckoo's Nest) | 9                     | 5            | Da          |             |             |                 |
| 1979        | Hair                                                              |                       |              | Da          |             |             |                 |
| 1981        | Ragtime                                                           | 8                     |              | Da          |             |             |                 |
| 1984        | Amadeus                                                           | 11                    | 8            | Da          |             |             |                 |
| 1986        | Heartburn                                                         |                       |              |             |             | Da          | Dmitri          |
| 1989        | Valmont                                                           | 1                     |              | Da          | Da          |             |                 |
| 1989        | New Year's Day                                                    |                       |              |             |             | Da          | Lazlo           |
| 1996        | Scandalul Larry Flynt (The People vs. Larry Flynt)                | 2                     |              | Da          |             |             |                 |
| 1999        | Omul din lună (Man on the Moon)                                   |                       |              | Da          |             |             |                 |
| 2000        | Keeping the Faith                                                 |                       |              |             |             | Da          | Părintele Havel |
| 2006        | Goya's Ghosts                                                     |                       |              | Da          | Da          |             |                 |
| 2008        | Chelsea on the Rocks                                              |                       |              |             |             | Da          |                 |
| 2009        | Peklo s princeznou (Hell with a Princess)                         |                       |              |             |             | Da          |                 |
| 2011        | The Ghost of Munich (neterminat)                                  |                       |              | Da          | Da          |             |                 |
| 2011        | The Beloved (Les Bien-aimés)                                      |                       |              |             |             | Da          | Jaromil         |

## Premii, nominalizări și alte onoruri
Premiile Oscar
- 1975: Zbor deasupra unui cuib de cuci (câștigător)
- 1984: Amadeus (câștigător)
- 1996: Scandalul Larry Flynt (nominalizare)

Globurile de Aur
- 1975: Zbor deasupra unui cuib de cuci (câștigător)
- 1984: Amadeus (câștigător)
- 1981: Ragtime (nominalizare)
- 1996: Scandalul Larry Flynt (câștigător)

Cannes
- 1971: Taking Off (a câștigat Marele Premiu al Juriului)
- 1968: Balul pompierilor (nominalizare)

Berlinala
- 1999: Omul din lună (câștigător)
- 1997: Scandalul Larry Flynt (câștigător)[27]

BAFTA
- 1975: Zbor deasupra unui cuib de cuci (câștigător)
- 1984: Amadeus (nominalizare)
- 1971: Taking Off (nominalizare – cel mai bun film)
- 1971: Taking Off (nominalizare – cel mai bun scenariu)

Premiul César
- 1984: Amadeus (câștigător)
- 1975: Zbor deasupra unui cuib de cuci (nominalizare)
- 1979: Hair (nominalizare)
- 1989: Valmont (nominalizare)

Premiul David di Donatello
- 1975: Zbor deasupra unui cuib de cuci (câștigător)
- 1984: Amadeus (câștigător – cel mai bun film)
- 1984: Amadeus (câștigător – cel mai bun scenariu)
- 1979: Hair (câștigător)

Premiul Academiei Europene de Film
- 1996: Scandalul Larry Flynt – Premiul pentru contribuție europeană la cinematografia mondială – screen Prix International (câștigător)

Premiul de stat Klement Gottwald
- 1965: Dragostea unei blonde (câștigător)

Leul Ceh
- 1997: Contribuție la cinematografia cehă (câștigător)

Lista celor mai mari cehi
- Největší Čech: # locul 30
- 1995: Medalia de Merit

Doctor of Humane Letters 
- 2015: Columbia University[28]

## Vezi și
- Listă de regizori cehi